# Waters Corporation
Waters Corporation is een Amerikaans bedrijf dat laboratoriumapparatuur levert en daarnaast software en verbruiksartikelen zoals kolommen die in combinatie met die apparatuur gebruikt kunnen worden. Het bedrijf is gespecialiseerd in chromatografie en massaspectrometrie.